# Théâtre des Treize Vents
Pour les articles homonymes, voir Les Treize Vents, Treize-Vents et HTH.
Le théâtre des Treize Vents - CDN Montpellier ou théâtre de Grammont[réf. nécessaire] est un centre dramatique national créé en 1968 sous l'appellation théâtre du Midi. Installé successivement à Carcassonne puis Béziers, il est aujourd'hui basé au domaine de Grammont à Montpellier.

## Historique

### Du théâtre du Midi au théâtre des Treize Vents
Le théâtre du Midi, centre dramatique national du Languedoc-Roussillon, est fondé en 1968 à Carcassonne et dirigé par Jean Deschamps.
De 1975 à 1981, Jacques Échantillon l’implante à Béziers, sous le nom Les Tréteaux du Midi.
En 1982, il est baptisé Nouveau Théâtre populaire de la Méditerranée par Jérôme Savary et s'installe dans la nouvelle salle « Boby-Lapointe » construite dans l'ancien chai du château du domaine de Grammont, acquis en 1979 par la Ville de Montpellier.
De 1986 à 1997, Jacques Nichet le dirige et lui donne le nom de théâtre des Treize Vents, du nom d’un lieu-dit de l'arrière pays. Jusqu’en 1990, ses activités se répartiront principalement entre Béziers et Montpellier, puis essentiellement à Montpellier.
De 1998 à 2009, Jean-Claude Fall en assure la direction. 
Début 2009, les tutelles du centre dramatique annoncent ne pas reconduire le mandat de Jean-Claude Fall qui doit s'achever au 31 décembre. Le premier appel à candidature lancé en mars échoue face à la volonté de Georges Frêche, président du conseil régional du Languedoc-Roussillon et de la communauté d'agglomération Montpellier Agglomération, d'imposer le metteur en scène Georges Lavaudant. Une nouvelle procédure, dite « simplifiée », est lancée en septembre, pour laquelle les candidats doivent produire en trois semaines un projet de cinq pages. Le nouveau ministre de la Culture, Frédéric Mitterrand, obtient finalement l'accord de Georges Frèche pour la nomination de Jean-Marie Besset, alors que les organisations professionnelles craignaient que le conflit entre les tutelles du centre dramatique n'affaiblisse celui-ci. Cette nomination, le 3 novembre 2009 et la procédure, provoquent aussitôt de nombreuses réactions hostiles au sein du théâtre public français, de la part du Parti socialiste et du Front national, et sur Internet.
Les critiques se portent également sur Gilbert Désveaux, metteur en scène associé de Jean-Marie Besset et directeur de la structure de production (GDP) spécialisée dans la mise en scène d’événements pour des entreprises et des institutions, au motif que cette société a participé en septembre 2009 comme sous-traitant de la société Public Système aux festivités des quarante années d'accession au pouvoir de Mouammar Kadhafi en Libye,.
Le 1er janvier 2014, Rodrigo García prend la tête de cette institution en la renommant humain TROP humain (hTh), en référence à l'ouvrage éponyme de Friedrich Nietzsche, Humain, trop humain.

## Le centre dramatique national aujourd'hui
Depuis 2018, le CDN a repris son nom de théâtre des Treize Vents à la suite de l'arrivée de Nathalie Garraud (metteure en scène) et Olivier Saccomano (auteur) à sa direction.
Sa mission  est de produire et coproduire, créer, diffuser des pièces de théâtre et d’accueillir des artistes régionaux, nationaux, internationaux. Il propose chaque mois un programme de pièces, de rencontres et d’actions qui favorise le temps long de la fréquentation et de la mise en relation des œuvres et du public.  
Avec son projet « Itinérance », il se déplace aussi sur le territoire régional. « La Fabrique », infrastructure d’ateliers, favorise la recherche, la création et la formation artistique.  
Nathalie Garraud et Olivier Saccomano ont choisi d’œuvrer en permanence avec d’autres artistes et chercheurs : la Troupe associée et l’Ensemble associé. 